# Clarence White

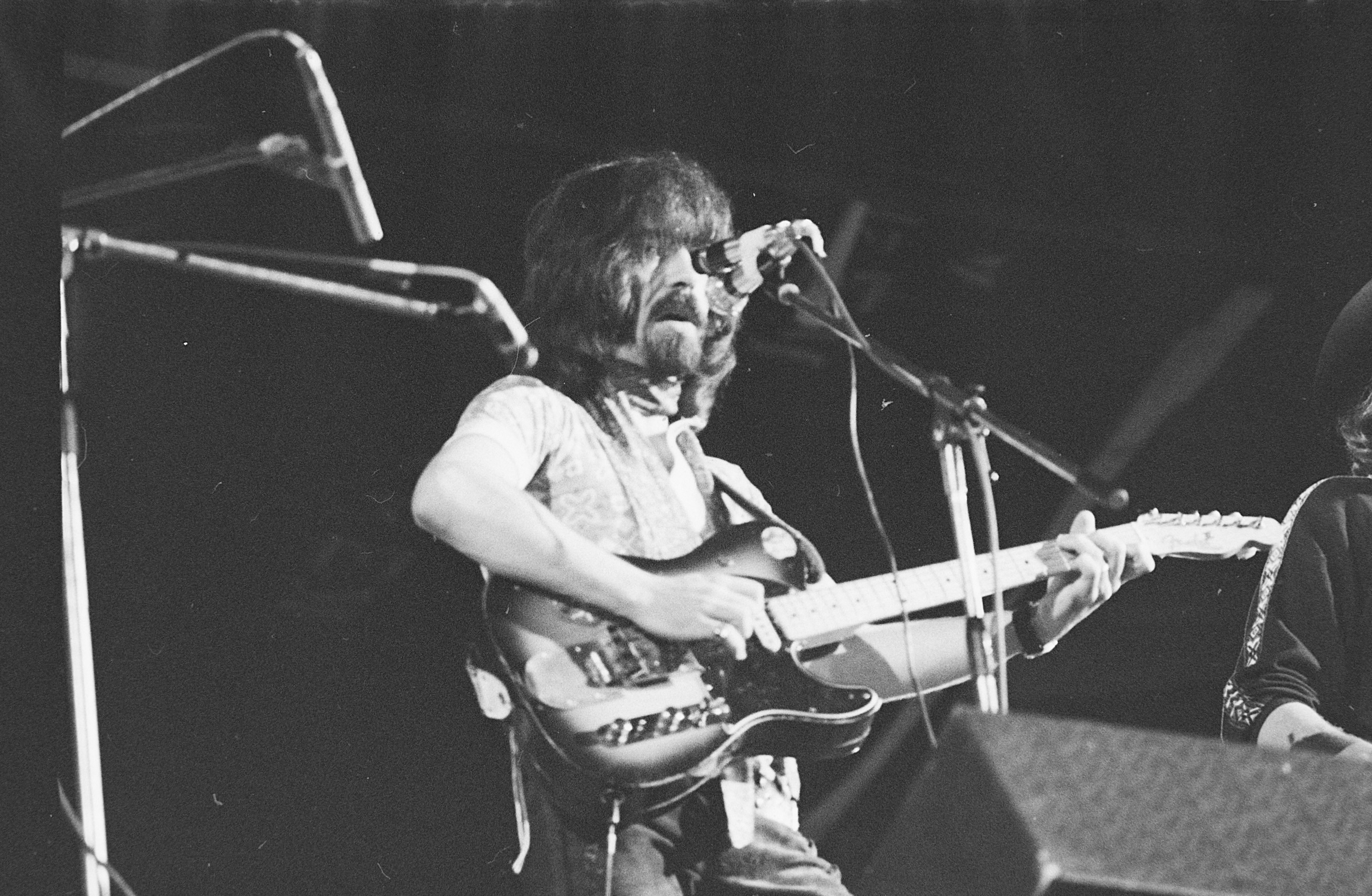
Clarence White (Kralingen, 1970)

Clarence White (* 7. Juni 1944 in Lewiston, Maine; † 14. Juli 1973 in Palmdale, Kalifornien) war ein US-amerikanischer Bluegrass-Gitarrist, der Mitglied der Kentucky Colonels und der Byrds war.

## Leben und Wirken
Clarence White stammt aus dem nördlichen US-amerikanischen Bundesstaat Maine und hatte einen kanadischen Vater. Seine Liebe gehörte von frühester Kindheit an der im Süden beheimateten Bluegrass-Musik. Nachdem die Familie nach Kalifornien gezogen war, gründete er mit seinen Brüdern Eric und Roland die Three Little Country Boys, aus denen 1962 die Kentucky Colonels wurden. Die Band spielte einen modernen Bluegrass, in den auch Elemente anderer Stilrichtungen einflossen.
An der Westküste entstand in diesen Jahren eine kleine, aber qualitativ hochwertige Bluegrass-Szene, die sich durchaus gegen die übermächtige Folkbewegung zu behaupten wusste. Getragen wurde sie von talentierten Musikern wie Chris Hillman, The Gosdin Brothers sowie von Clarence White.
Nachdem die Kentucky Colonels 1965 auseinandergegangen waren, arbeitete White zunächst als Session-Gitarrist. Er wirkte bei Aufnahmen von Gib Guilbeau und Gene Parsons, den Gosdin Brothers, Wynn Stewart und anderen mit und spielte ein eigenes Album ein, das aber nicht veröffentlicht wurde.

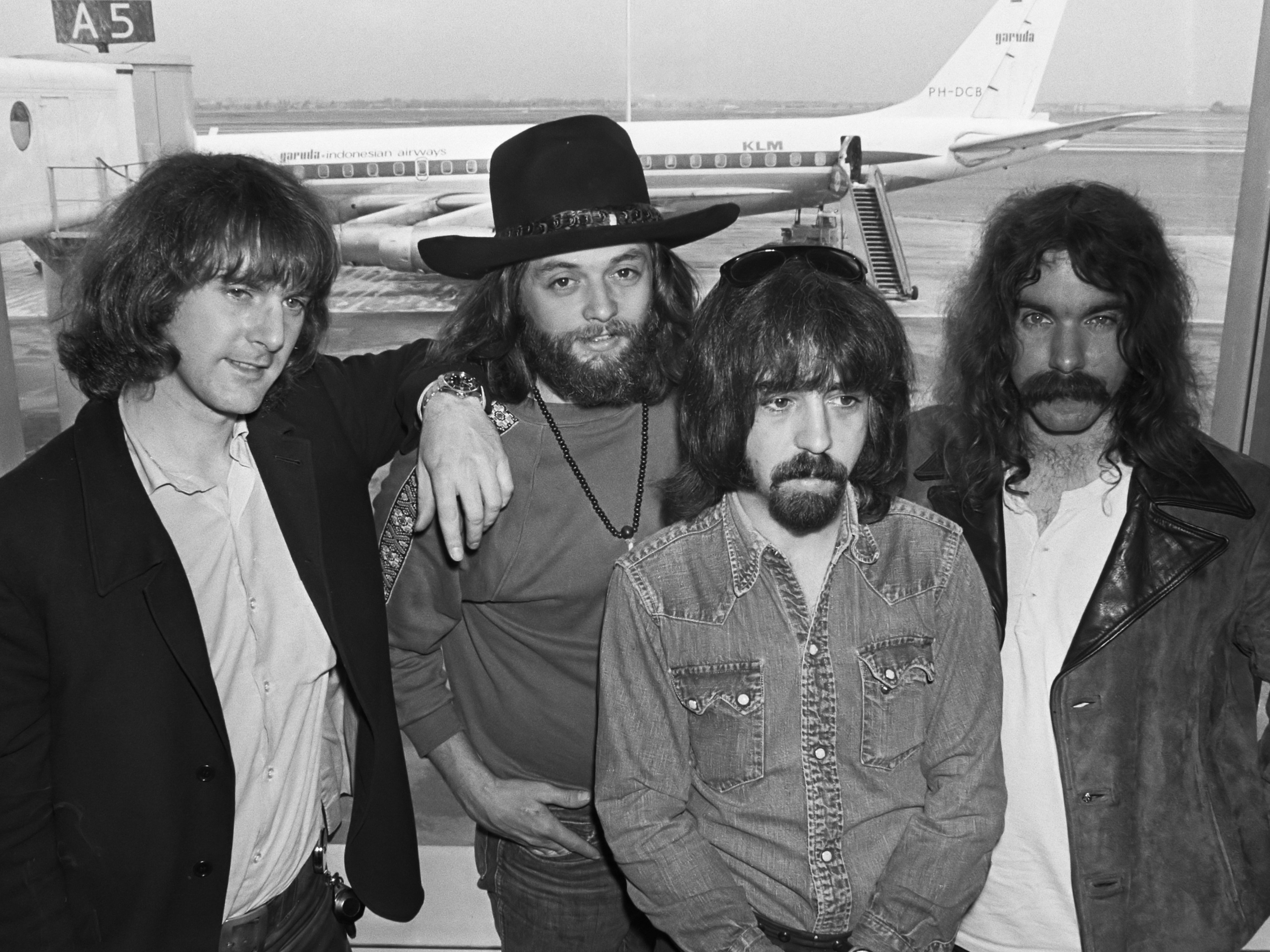
The Byrds (1970): v. l. n. r. Roger McGuinn, Skip Battin, Clarence White, Gene Parsons

1968 schloss er sich der Gruppe Nashville West an, in der unter anderen Gene Parsons und Gib Gilbeau spielten. Im gleichen Jahr wurde er Mitglied der Byrds. Hier ersetzte er Gram Parsons, der die Band im Streit verlassen hatte. Nachdem auch Chris Hillman ausgestiegen war, um gemeinsam mit Gram Parsons und Sneaky Pete Kleinow die Flying Burrito Brothers zu gründen, übernahm White gemeinsam mit Roger McGuinn die musikalische Leitung.
Im Verlauf von Aufnahmesessions kamen White und Parsons 1968 auf die Idee, durch den Einbau eines Hebelmechanismus (Stringbender) in die Telecaster Whites Spielarten möglich zu machen, die bis dahin nur auf der Pedal-Steel-Gitarre möglich waren. White setzte diesen Effekt auf Byrds-Aufnahmen ausgiebig ein. Heute ist der Sound von B-Bender Telecastern (heutige Bezeichnung von Fender) auf vielen Country-Aufnahmen zu hören.
Die Byrds gingen 1973 endgültig auseinander, und White arbeitete wieder als Sessionmusiker. Er schloss sich für kurze Zeit der Bluegrassgruppe Muleskinner an und unterstützte Gene Parsons beim Einspielen seines ersten Soloalbums. Wenig später formierten sich die Kentucky Colonels neu. Geplant waren eine Europa-Tournee und ein erstes eigenes Album. Am 14. Juli 1973 kam es zu einem folgenschweren Unfall beim Einladen der Instrumente nach einem Bluegrass-Gig. Clarence White und sein älterer Bruder Roland wurden durch eine betrunkene Autofahrerin schwer verletzt. Clarence starb an schweren Hirnverletzungen. Den Tag zuvor waren noch neue Pläne über eine weitere Zusammenarbeit mit Roger McGuinn auf dessen Geburtstagsfeier geschmiedet worden. Clarence White hinterließ seine Frau mit zwei kleinen Kindern. Clarences Instrumente wurden nach seinem Tod an befreundete Musiker verkauft. Seine Telecaster (Frankenstein) wird heute von Marty Stuart gespielt, der die Gitarre als eine Art heiligen Gral stets dem Publikum zur Begutachtung zeigt. Seine Akustikgitarre wurde von Tony Rice gespielt. Nachbildungen dieser Gitarren wurden von Fender, Martin und Santa Cruz hergestellt.

## Auszeichnungen
Der Rolling Stone listete White 2011 auf Rang 52 der 100 größten Gitarristen aller Zeiten. In der Liste aus dem Jahr 2003 hatte er noch Rang 41 belegt.

## Diskografie (Auswahl)

### The Byrds
- 1969: Dr. Byrds & Mr. Hyde
- 1969: Ballad of Easy Rider
- 1970: (Untitled)
- 1971: Byrdmaniax
- 1971: Farther Along
- 2000: Live at the Fillmore – February 1969
- 2008: Live at Royal Albert Hall 1971

### Soloalben
- 2003: 33 Acoustic Guitar Instrumentals (1962; Sierra Records)
- 2003: Tuff & Stringy Sessions 1966–68 (Big Beat Records)
- 2023: The Lost Masters 1963–1973 (Liberation Hall)